# Mleščevo
Mleščevo je naselje v Občini Ivančna Gorica.